# August Willem Johan van Lanschot

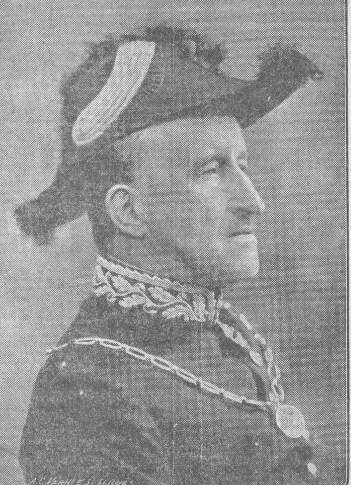
A. W. J. van Lanschot

August Willem Johan van Lanschot ('s-Hertogenbosch, 25 juni 1867 − aldaar, 27 november 1923) was een Nederlands burgemeester.

## Biografie
Van Lanschot was een lid van de familie Van Lanschot en een zoon van Augustinus Jacobus Arnoldus van Lanschot (1834-1919), lid van de gemeenteraad van 's-Hertogenbosch en voorzitter van het waterschap van de Beneden-Dommel, en Johanna Arnolda Jacoba Fuchs (1833-1874). Hij trouwde in 1910 met de Belgische jkvr. Marie Gertrude Julie Charlotte Mathilde Hubertine Ghislaine Lagasse de Locht (1886-1963), met wie hij drie kinderen kreeg. Hun dochter trouwde met de eveneens Vughtse burgemeester jhr. mr. Frans Joseph Cornelis Maria van Rijckevorsel (1907-1959) en hun jongste zoon was Bib van Lanschot (1914-2001). Vanaf 1899 tot zijn overlijden was Van Lanschot burgemeester van Vught.